# 세종특별자치시의 상업 시설 목록
대한민국 세종특별자치시의 상업시설 목록이다. 

## 목록
본 목록은 완공된 상업시설이다.
| 순위 | 이름               | 위치   | 높이   | 층수 | 완공 연도 | 비고 |
| ---- | ------------------ | ------ | ------ | ---- | --------- | ---- |
| 1    | 세종 미디어프라자  | 어진동 | 54m    | 12층 | 2016년    |      |
| 2    | 더리치 세종의 아침 | 나성동 | 33.5m  | 8층  | 2015년    |      |
| 3    | 세종메디피아       | 나성동 | 31m    | 8층  | 2013년    |      |
| 4    | 세종SR파크         | 나성동 | 31.25m | 8층  | 2015년    |      |
| 5    | 세종비즈니스센터   | 어진동 | 25.54m | 6층  | 2016년    |      |
| 6    | 세종마치           | 어진동 | 21m    | 4층  | 2013년    |      |

## 같이 보기
- 세종특별자치시